# Напад на албанске избеглице код Ђаковице
Напад на албанске избеглице код Ђаковице представља напад НАТО авијације на колону од око 1.000 албанских избеглица на путу Ђаковица—Дечани, 14. априла 1999. године. У четири одвојена напада НАТО авијација је убила око 70 а ранила око 35 цивила албанске националности. Напад је оспораван, у бројности, локацији и мети напада. Број погинулих варира од 61 до преко 70. Сам догађај представља један од најтежих напада са цивилним жртвама током НАТО бомбардовања СР Југославије и рата на Косову и Метохији.